# Rhynchospora immensa
Rhynchospora immensa är en halvgräsart som beskrevs av Georg Kükenthal. Rhynchospora immensa ingår i släktet småag, och familjen halvgräs. Inga underarter finns listade i Catalogue of Life.